# بريغ (كورنوال)
بريغ (بالإنجليزية: Breage, Cornwall)‏ هي قرية وأبرشية مدنية تقع في المملكة المتحدة في إنجلترا. يقدر عدد سكانها بـ 3,151 نسمة .